# Arsenolite
L'arsenolite è un minerale composto da ossido arsenioso.